# Círculo de Alta Renania
El Círculo de Alta Renania (en alemán: Oberrheinischer Reichskreis) fue un círculo imperial del Sacro Imperio Romano Germánico establecido en el año 1500 por la Dieta de Augsburgo en el territorio del antiguo ducado de Lorena y partes de la Franconia renana, incluyendo la región de la Alsacia suaba y el Burgundio ducado de Saboya.
Gran parte de los estados del círculo al Este del río Rin fueron anexionados por Francia durante el reinado de Luis XIV en el siglo XVII, formalizando la anexión con los Tratados de Nimega de 1678-1679.

## Composición
El círculo estaba formado por los siguientes estados:
| Nombre                         | Tipo de entidad       | Comentarios |
| ------------------------------ | --------------------- | --- |
| Bar                            | Ducado                | Unido al Ducado de Lorena desde 1483. |
| Basilea                        | Principado-Obispado   | Establecido en el siglo VIII. Independiente de la casa de Borgoña desde el año 1000. |
| Bretzenheim                    | Señorío               | Vinculado al Electorado de Colonia. Condado desde 1774. Principado desde 1789. |
| Colmar                         | Ciudad Imperial Libre | Reichsfreiheit desde 1226. Miembro de la Decápolis Alsaciana desde 1354. |
| Dagstuhl                       | Señorío               | |
| Estrasburgo                    | Principado-Obispado   | Establecido en el siglo IV. Principado-Obispado desde 982. |
| Estrasburgo                    | Ciudad Imperial Libre | Desde 1262. |
| Falkenstein                    | Señorío               | |
| Fráncfort del Meno             | Ciudad Imperial Libre | Desde 1220. Sede donde se promulgó la Bula de Oro de 1356 |
| Friedberg                      | Ciudad Imperial Libre | Desde 1252. |
| Fulda                          | Principado-Abadiato   | Establecido en el 744. Reichsfreiheit desde 1220. Principado-Obispado desde 1752. |
| Haguenau                       | Ciudad Imperial Libre | Desde 1260. Capital de la Decápolis Alsaciana desde 1354. |
| Hanau-Lichtenberg              | Condado               | Anexionado por Hesse-Darmstadt en 1736. |
| Hanau-Münzenberg               | Condado               | Anexionado por Hesse-Darmstadt en 1736. |
| Principado de Heitersheim      | Principado            | Vinculado a la Orden Hospitalaria desde 1272. Reichsfreiheit desde 1548. |
| Hersfeld                       | Abadía                | Establecido en el 736. Reichsfreiheit desde 775. Secularizado en 1648 como principado. Vinculado a Hesse-Kassel |
| Hesse                          | Landgraviato          | Establecido en 1247. Dividido en 1567. |
| Hesse-Kassel                   | Landgraviato          | Subdivisión de Hesse en 1567. Electorado de Hesse en 1803. |
| Hesse-Rheinfels                | Landgraviato          | Subdivisión de Hesse en 1567. Anexionado por Hesse-Kassel en 1583. |
| Hesse-Darmstadt                | Landgraviato          | Subdivisión de Hesse en 1567. Gran Ducado de Hesse en 1806. |
| Hesse-Marburgo                 | Landgraviato          | Subdivisión de Hesse en 1567. Anexionado por Hesse-Darmstadt en 1604. |
| Hesse-Homburg                  | Landgraviato          | Separado de Hesse-Darmstadt en 1622. Reichsfreiheit desde 1768. |
| Isenburg-Büdingen-Birstein     | Condado               | Subdivisión del Condado de Isenburg en 1511. Dividido en 1628. |
| Isenburg-Birstein              | Condado               | Subdivisión de Isenburg-Büdingen-Birstein en 1628. Principado desde 1744. |
| Isenburg-Büdingen              | Condado               | Subdivisión de Isenburg-Büdingen-Birstein en 1628. |
| Isenburg-Meerholz              | Condado               | Separado de Isenburg-Büdingen en 1673. |
| Isenburg-Wächtersbach          | Condado               | Separado de Isenburg-Büdingen en 1673. |
| Kaysersberg                    | Ciudad Imperial Libre | Miembro de la Decápolis Alsaciana desde 1354. |
| Königstein im Taunus           | Condado               | |
| Kriechingen                    | Condado               | |
| Landau in der Pfalz            | Ciudad Imperial Libre | Reichsfreiheit desde 1291. Miembro de la Decápolis Alsaciana desde 1521. |
| Leiningen-Westerburg           | Condado               | Subdivisión del Condado de Leiningen en 1317. |
| Leiningen-Dagsburg             | Condado               | Subdivisión del Condado de Leiningen en 1317. Principado desde 1779. |
| Lorena                         | Ducado                | Anexionado por Francia en 1766. |
| Mensfelden                     | Señorío               | |
| Metz                           | Principado-Obispado   | Establecido en 535. Reichsfreiheit desde 1357. Ocupado por Francia en 1552. |
| Metz                           | Ciudad Imperial Libre | Desde 1189. Ocupada por Francia en 1552. |
| Mulhouse                       | Ciudad Imperial Libre | Desde 1268. Miembro de la Decápolis Alsaciana desde 1354. De la Antigua Confederación Suiza desde 1515. Anexionada por Francia en 1798.                                                                                              |
| Münster im Elsaß               | Ciudad Imperial Libre | Reichsfreiheit desde 1235. Miembro de la Decápolis Alsaciana desde 1354. |
| Nassau-Weilburg                | Condado               | Principado en 1688. Ducado de Nassau desde 1806. |
| Nassau-Idstein                 | Condado               | Separado de Nassau-Weilburg en 1627. Anexionado por Nassau-Ottweiler en 1721. |
| Nassau-Saarbrücken             | Condado               | Establecido en 1381. Anexionado por Nassau-Ottweiler en 1723. |
| Nassau-Ottweiler               | Condado               | Separado de Nassau-Saarbrücken en 1659. Anexionado por Nassau-Usingen en 1728. |
| Nassau-Usingen                 | Condado               | Separado de Nassau-Saarbrücken en 1659. Principado desde 1688. Ducado de Nassau desde 1806. |
| Nomeny                         | Margraviato           | Vinculado al Obispado de Metz desde 1548. Margraviato desde 1567. Anexionado por Lorena en 1612. |
| Obernai                        | Ciudad Imperial Libre | Desde 1240. Miembro de la Decápolis Alsaciana desde 1354. Anexionado por Francia en 1679. |
| Odenheim                       | Provostry             | Monasterio establecido en 1122. Reichsfreiheit desde 1494. |
| Olbrück                        | Señorío               | |
| Palatinado-Simmern             | Principado            | Desde 1410. |
| Palatinado-Lautern             | Principado            | Subdivisión de Palatinado-Simmern desde 1577. |
| Palatinado-Zweibrücken         | Principado            | Vinculado al Palatinado-Simmern desde 1459. |
| Palatinado-Veldenz             | Principado            | Vinculado al Palatinado-Zweibrücken desde 1444. |
| Prüm                           | Abadía                | Reichsfreiheit desde 1222. Vinculado al Electorado de Tréveris desde 1576. |
| Reipoltskirchen                | Señorío               | Desde 1300. |
| Rosheim                        | Ciudad Imperial Libre | Desde 1303. Miembro de la Decápolis Alsaciana desde 1354. Anexionado por Francia en 1679. |
| Salm                           | Condado               | Desde 1165. Dividido en 1499. |
| Salm-Dhaun                     | Condado               | Subdivisión de Salm desde 1499. Anexionado por Salm-Grumbach en 1750. |
| Salm-Grumbach                  | Condado               | Separado de Salm-Dhaun en 1561. Anexionado por Francia en 1801. |
| Salm-Stein-Grehweiler          | Condado               | Separado de Salm-Grumbach en 1668. |
| Salm-Salm                      | Condado               | Separado de Salm-Dhaun en 1574. Principado desde 1802. |
| Salm-Kyrburg                   | Condado               | Subdivisión de Salm en 1499. Principado desde 1802. |
| Saboya                         | Ducado                | Parte del Reino de Arlés en 1032. Reichsfreiheit desde 1361. Ducado desde 1416. Anexionado por el Reino de Cerdeña en 1720. |
| Sayn-Wittgenstein              | Condado               | Desde 1361. Dividido en 1607. |
| Sayn-Wittgenstein-Berleburg    | Condado               | Subdivisión de Sayn-Wittgenstein desde 1607. |
| Sayn-Wittgenstein-Wittgenstein | Condado               | Subdivisión de Sayn-Wittgenstein desde 1607. Sayn-Wittgenstein-Hohenstein desde 1657. |
| Schlettstadt                   | Ciudad Imperial Libre | Reichsfreiheit desde 1216. Miembro de la Decápolis Alsaciana desde 1354. |
| Solms-Braunfels                | Condado               | Subdivisión de Solms desde 1258. Principado desde 1742. |
| Solms-Lich                     | Condado               | Subdivisión de Solms-Braunfels desde 1409. Solms-Hohensolms-Lich desde 1544. Principado desde 1792. |
| Solms-Laubach                  | Condado               | Subdivisión de Solms-Lich desde 1544. |
| Solms-Rödelheim                | Condado               | Subdivisión de Solms-Laubach desde 1607. Solms-Rödelheim-Assenheim desde 1635. |
| Espira                         | Principado-Obispado   | Establecido en 614. Reichsfreiheit desde 969. |
| Espira                         | Ciudad Imperial Libre | Desde 1294. Sede de diversas reuniones del Reichstag, entre ellas, la Protesta de Espira de 1529. |
| Sponheim                       | Condado               | Establecido en el siglo XI por la Casa de Sponheim. Vinculado al margraviato de Baden y al Palatinado-Simmern desde 1437. |
| Toul                           | Principado-Obispado   | Establecido en el año 365 por San Mansueto, confirmado como Reichsfreiheit por el rey Enrique I en 928, ocupado por el rey Enrique II en 1552, siendo uno de los tres arzobispados cedidos a Francia en la Paz de Westfalia de 1648. |
| Toul                           | Ciudad Imperial Libre | Desde el siglo XIII, como Tull. Ocupado por Francia en 1552. |
| Türkheim                       | Ciudad Imperial Libre | Desde 1312. Miembro de la Decápolis Alsaciana desde 1354. |
| Verdún                         | Obispado              | Establecido en el 346. Reichsfreiheit desde 997. Ocupado por Francia en 1552. |
| Verdún                         | Ciudad Imperial Libre | Desde el siglo XII, como Wirten. Ocupada por Francia en 1552. |
| Waldeck                        | Condado               | Línea establecida alrededor de 1180, Reichsfreiheit concedido por el rey Wenceslao de Luxemburgo en 1379, Waldeck-Pyrmont desde 1625, categoría de principado desde 1712.                                                            |
| Wartenberg                     | Condado               | Establecido en 1232, heredado por los Riedesel en 1428, Freiherren desde 1680. |
| Wetterau                       | Condado               | Establecido alrededor del año 950, obtenido por los condes de Wetter-Tegerfelden en 1317. |
| Weißenburg                     | Ciudad Imperial Libre | Desde 1306, miembro de la Decápolis Alsaciana desde 1354. Anexionada por Francia en 1648. |
| Weißenburg                     | Provostry             | Establecido alrededor del año 660 por el arzobispado de Espira, Reichsfreiheit concedido por el emperador Emperor Otón II en 967, pasando a propiedad de Espira de nuevo desde 1546.                                                 |
| Wetzlar                        | Ciudad Imperial Libre | Reichsfreiheit desde 1180. |
| Wild- and Rhinegraves          | Condado               | Rhingraves desde el siglo XII, Wildgraviato heredado en Kyrburg en 1409. |
| Worms                          | Principado-Obispado   | Establecido en el 614. |
| Worms                          | Ciudad Imperial Libre | Reichsfreiheit desde 1184. |

- Datos: Q999042
- Multimedia: Upper Rhenish Circle / Q999042